# Філіп Дж. Епстейн
Філіп Дж. Епстейн (англ. Philip G. Epstein; 22 серпня 1909, Нью-Йорк, США — 7 лютого 1952, Лос-Анджелес, США) — американський сценарист, найбільш відомий тим, що написав сценарій до фільму «Касабланка», який виграв премію «Оскар». Сценарій був написаний у співпраці з братом-близнюком Джуліусом Епстейном і Говардом Кохом та був адаптацією п'єси Маррея Беннетта і Джоан Елісон Everybody Comes to Rick's.

## Ранні роки та освіта
Епстейн народився у Нью-Йорку в єврейській родині та виріс у Нижньому Іст-Сайді Мангеттена. Мав брата близнюка Джуліуса. Батько Гаррі був власником конюшні, де коней залишали на ніч за платню. Філіп та Джуліус навчалися у Коледжі штату Пенсильванія, який закінчили 1931 року. Після здобуття диплома, Філіп зайнявся акторською діяльністю, а Джуліус — професійним боксом.

## Родина
Був одружений та мав сина Леслі Епстейна. Леслі очолює програму креативного письма Бостонського університету та є письменником. 2003 року він видав вигадану версію свого дитинства «San Remo Drive: A Novel from memory».
Внук Філіпа Тео Епстейн є президентом з бейсбольних операцій клубу «Чикаго Кабс», а перед цим 10 років працював генеральним менеджером клубу «Бостон Ред Сокс».
Внучка Аня Епстейн пішла по стопах діда та також пише сценарії до фільмів.

## Голлівуд
Після коледжу два брати-близнюки попрямували до Голлівуду з надією працювати у галузі кіно та стали успішними сценаристами. Джек Ворнер, на якого вони працювали, поважав їх комерційний успіх, але не сприймав їхні жарти та ставлення до роботи. 1952 року він подав на них скаргу до Комісії з розслідування антиамериканської діяльності. На допиті комісії, коли їх спитали чи були вони колись членами незаконних організацій вони відповіли: «Так, Warner Brothers».
1952 року у віці 42 років Епстейн помер від раку в Голлівуді.

## Вибрана фільмографія
- «Подарунок Габа» (1934)
- «Полунична блондинка» (1941)
- «Чоловік, який прийшов на вечерю» (1942)
- «Касабланка»
- «Містер Скеффінгтон» (1944)
- «Миш'як та старе мереживо» (1944)
- «Востаннє, коли я бачила Париж» (1954)